# Anastasia Huppmann
Anastasia Huppmann (n. 16 noiembrie 1988, Kalinin, RSFS Rusă, URSS) este o pianistă austriacă de concert de origine rusă. Repertoriul său include compoziții din lucrări solo ale lui Frédéric Chopin, Franz Liszt, Joseph Haydn, Claude Debussy și Ludwig van Beethoven și opere orchestrale ale lui Sergei Prokofiev .
Anastasia Huppmann, născută în Rusia, și-a descoperit foarte devreme dragostea pentru muzică. A început să cânte ea la pian la vârsta de cinci ani. La scurt timp, consiliul școlii de muzică i-a recunoscut talentul muzical, iar Anastasia a început să primească lecții individuale pentru copii supradotați de pian, compoziție și teorie muzicală. La vârsta de șapte ani, a apărut jucând propriile compoziții muzicale în direct la TV și a câștigat primul ei concurs de pian. Și-a finalizat studiile ea de pian la Conservatorul de Stat din Rostov-pe-Don (Rusia) și la Conservatorul din Viena (Austria), cu cеа mai mare notă. Anastasia și-a continuat educația la Academia de muzică din Hanovra (Germania). Ea a participat la cursurile solo ale prof. Karl-Heinz Kaemmerling până lа moartea subită a acestuia.
Anastasia a câștigat peste 20 de concursuri de pian: printre altele „competiția secolului XXI” din Kiev (Ucraina), „competiția Professor Dichler” din Viena (Austria), „premiul special Bluethner” din Viena (Austria), „Osaka international Concurs de pian ” (Japonia), Concursul internațional pianistic „Vietri sul Mare - Costa Amalfitana” și Premiul di esecuzione Pianistica internațional„ Antonio Napolitano ”Citta di Salerno (Italia), Concursul internațional de pian „Grand Prix International, Jeunes Talents” în Lion (Franța).
Astăzi se ocupă de concerte solo clasice și muzică orchestrală. A cântat în SUA, China, Japonia, Austria, Germania, Franța, Ucraina, Rusia, Polonia, Spania, Italia și altele.
Huppmann a primit o serie de premii la concursurile de pian,    inclusiv
- 2005: Premiul I - competiția secolului XXI (Kiev, Ucraina) [4]
- 2009: Premiul I - concursul Profesor Dichler (Viena, Austria)
- 2009: Premiul special Bluethner în cadrul competiției Erika Chary (Austria)
- 2009: Premiul III - Competiția internațională de pian Osaka [nu a fost acordat primul premiu] (Japonia)
- 2011: Premiul I - XI Concurs Internațional Pianistico Vietri sul Mare - Costa Amalfitana (Italia)
- 2011: Premiul I - Premio di Esecuzione Pianistica IXth International Antonio Napolitano, Citta di Salerno (Italia)
- 2012: Locul I - Concursul internațional de pian al XIV-lea Grand Prix International, Jeunes Talents (Franța)

## Discografie
- 2014: Călătorie prin trei secole [5]
- 2016: Chopin / Liszt (Gramola) [6]

De asemenea, a publicat o colecție de videoclipuri cu lucrări selectate pe canalul ei de YouTube. Pe canalul său există clipuri cu mai mult de un milion de vizualizări.